# قانون و شهر
قانون و شهر (انگلیسی: Law and the City؛‏ کره‌ای: 서초동) مجموعه تلویزیونی محصول کره جنوبی به نویسندگی لی سونگ هیون، به کارگردانی پارک سونگ وو و با بازی لی جونگ سوک، مون گا یونگ و کانگ یو سوک است. داستان مجموعه دربارهٔ وکلای پایه در منطقهٔ قضایی سوچو در سئول است. این مجموعه از ژوئیه ۲۰۲۵، روزهای شنبه و یکشنبه ساعت ۲۱:۲۰ (کی‌اس‌تی) از تی‌وی‌ان پخش خواهد شد و برای استریم در دیزنی پلاس در مناطق منتخب قابل دسترسی خواهد بود.

## بازیگران
- لی جونگ سوک در نقش آن جو هیونگ[۲]
- مون گا یونگ در نقش کانگ هی جی[۳]

## تولید
در سپتامبر ۲۰۲۴، گزارش شد که لی جونگ سوک در مجموعه تلویزیونی قانون و شهر به کارگردانی پارک سونگ وو حضور پیدا می‌کند. این دومین همکاری لی و پارک است و پیش از این در مجموعه تلویزیونی دابلیو (۲۰۱۶) همکاری داشتند.  ماه بعد، آژانس مون گا یونگ اعلام کرد که مون پیشنهاد بازی در این مجموعه را دریافت کرده و به صورت مثبت در حال بررسی است. حضور لی جونگ سوک در این مجموعه در ۵ نوامبر به صورت رسمی تأیید شد. این مجموعه به نویسندگی لی سونگ هیون و به تهیه‌کنندگی سی‌جی ئی‌ان‌ام و چوروکبم مدیا است.

### فیلم‌برداری
تصویربرداری اصلی در اواخر سال ۲۰۲۴ آغاز شد و در سال ۲۰۲۵ پخش خواهد شد.

## انتشار
قانون و شهر از ژوئیه ۲۰۲۵، روزهای شنبه و یکشنبه ساعت ۲۱:۲۰ (کی‌اس‌تی) از تی‌وی‌ان پخش خواهد شد. این مجموعه همچنین برای استریم در دیزنی پلاس در مناطق منتخب قابل دسترسی خواهد بود.